# Salmiech
Salmiech – miejscowość i gmina we Francji, w regionie Oksytania, w departamencie Aveyron. W 2020 roku jej populacja wynosiła 790 mieszkańców. Przez gminę przepływa rzeka Céor.

## Demografia[1]
| Rok  | Ludność |
| ---- | ------- |
| 2011 | 747     |
| 2013 | 770     |
| 2016 | 790     |
| 2020 | 790     |